# Goudgele bundelzwam
De goudgele bundelzwam (Pholiota flammans) is een plaatjeszwam uit de familie Strophariaceae. De soort is vrij algemeen op stronken of stammen van dood naaldhout in naald- of gemengde bossen op zandgrond. Ze wordt gevonden van juni tot en met oktober.

## Kenmerken

### Uiterlijke kenmerken
De hoed van de paddenstoel is 2 tot 5 cm breed. De steel is anderhalfmaal zo lang als de hoed en tot 10 mm dik. Van jonge exemplaren is de hoed halfbolvormig, bij rijping verandert dat in vlak gewelfd en iets gegolfd. De naar oranje neigende hoed en steel zijn bedekt met opvallende afstaande geelgekleurde vezelige schubben. De plaatjes zijn eerst geel en later roestbruin, dat is ook de kleur van de sporenafdruk. De steel is wat verdikt aan de basis, verkleurt bij verouderen naar geel en verliest de schubben.

### Microscopische kenmerken
De sporen zijn elliptisch van vorm en meten 4-5 × 2-3 µm.

## Verspreiding
In Nederland komt de zwam algemeen voor. Hij is niet bedreigd en staat niet op de rode lijst.

## Verwarrende soorten
De goudgele bundelzwam toont overeenkomst met de schubbige bundelzwam en de goudvliesbundelzwam, van beide zijn de schubben echter donkerder gekleurd en ze hebben bij proeven geen bittere smaak.